# Кумбісер
Кумбісе́р (рос. Кумбисер) — присілок у складі Нікольського району Вологодської області, Росія. Входить до складу Нікольського сільського поселення.

## Населення
Населення — 77 осіб (2010; 120 у 2002).
Національний склад (станом на 2002 рік):
- росіяни — 98 %